# Metra
Metra, officieel de Northeast Illinois Regional Commuter Railroad Corporation, is een regionale spoorwegmaatschappij die dienstdoet in en in de omgeving van Chicago. Metra heeft 240 stations op elf verschillende lijnen in exploitatie van de Regional Transportation Autority van Illinois.

## Geschiedenis
Het regionale treinverkeer begon zich in het midden van de 19e eeuw te ontwikkelen. Rond de jaren 60 van de 20e eeuw werden de diensten steeds onrendabeler voor de particuliere partijen die de lijnen in bezit hadden, waardoor de toekomst van deze vorm van transport onzeker was. Op veel trajecten was het materieel aan vervanging toe. Daarom werd in 1974 de Regional Transportation Authority opgericht, die vanaf dat moment het openbaar vervoer regelde. Tien jaar later werden de treindiensten ondergebracht bij Metra.

## Lijnen
| Lijn                          | Kleur        | Beginstation (Chicago)        | Eindstation                                     |
| ----------------------------- | ------------ | ----------------------------- | ----------------------------------------------- |
| Heritage Corridor             | Donkerpaars  | Union Station                 | Joliet                                          |
| BNSF Railway Line             | Lichtgroen   | Union Station                 | Aurora                                          |
| SouthWest Service             | Blauw        | Union Station                 | Manhattan                                       |
| Milwaukee District/West Line  | Lichtoranje  | Union Station                 | Elgin                                           |
| North Central Service         | Lichtpaars   | Union Station                 | Antioch                                         |
| Milwaukee District/North Line | Donkeroranje | Union Station                 | Fox Lake                                        |
| Union Pacific/West Line       | Roze         | Ogilvie Transportation Center | Elburn                                          |
| Union Pacific/Northwest Line  | Geel         | Ogilvie Transportation Center | Harvard of McHenry                              |
| Union Pacific/North Line      | Groen        | Ogilvie Transportation Center | Kenosha                                         |
| Metra Electric Line           | Oranje       | Millennium Station            | South Chicago of Blue Island of University Park |
| Rock Island District          | Rood         | LaSalle Street Station        | Joliet                                          |